# Cartografia numerica
La cartografia numerica fornisce informazioni metriche e qualitative proprie della cartografia tradizionale attraverso:
dati numerici (coordinate che descrivono la geometria degli elementi rilevati e codifiche che ne indicano la tipologia) e le loro relazioni spaziali.
La cartografia numerica rappresenta un passo avanti significativo rispetto alla cartografia tradizionale, poiché garantisce l’univocità del contenuto metrico. Infatti le coordinate sono archiviate sotto forma di numeri privi di ambiguità. Un ulteriore vantaggio rispetto alla cartografia tradizionale sta nel fatto che in quest'ultima viene rappresentata in modo omogeneo solo la planimetria, mentre mediante la cartografia numerica ciò è possibile anche per ulteriori dimensioni (ad esempio l'altimetria e il tempo).
Questa disciplina è la base su cui lavorano i S.I.T. (Sistemi Informativi Territoriali) per i quali risulta significativa la collocazione spaziale degli oggetti.
La rappresentazione delle informazioni geografiche avviene in formato digitale: i dati sono rappresentati come una sequenza di bits.
Le tecnologie per l'informazione geografica sono utilizzate per acquisire ed elaborare le informazioni geografiche (come ad esempio quelle derivanti da GPS e telerilevamento). Vengono denominati GIS (Geographic Information Systems) speciali sistemi informativi per la raccolta, l'archiviazione, l'analisi di informazioni geografiche e la loro elaborazione tramite operazioni di editing.
Tali sistemi sono molto flessibili e vengono utilizzati per diversi scopi.

## Storia della Cartografia numerica

### Dalla cartografia tradizionale a quella moderna
La cartografia moderna nasce alla fine del 1700 quando vennero fissate le due superfici di riferimento terrestre, il geoide e l’ellissoide. Il primo è il modello di riferimento che corrisponde alla superficie equipotenziale gravitazionale, sul quale è molto complesso effettuare calcoli matematici. Il secondo è invece definito solamente da due parametri, la cui funzione analitica permette di svolgere in modo immediato operazioni matematiche.
Queste superfici fisiche di riferimento sono ancora oggi alla base della geodesia e di tutte le discipline ad esso associate (fotogrammetria, topografia…).

### Dalla cartografia moderna a quella numerica

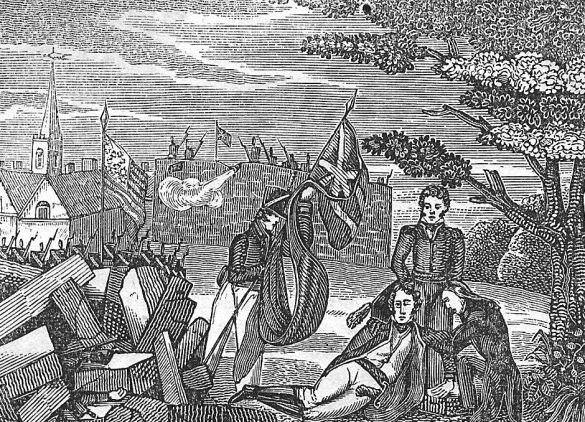
Battaglia di Yorktown

Lo sviluppo della cartografia moderna venne identificata con la stesura delle prime carte tematiche per rappresentare attributi utili all'organizzazione di uno stato (carte politiche, carte navali, carte catastali…). La prima carta tematica fu redatta nel 1781 con lo scopo di rappresentare i movimenti delle truppe militari durante la battaglia di Yorktown. Fu costruita sovrapponendo ad una carta geografica alcuni fogli semitrasparenti contenenti la disposizione dei battaglioni. Le carte tematiche costituiscono la base della cartografia numerica.
Il passaggio fondamentale per arrivare alla cartografia digitale si ebbe dopo l’invenzione del primo calcolatore ad opera di uno studente della Harvard School University, Howard Hathaway, in collaborazione con alcuni informatici della IBM. Negli anni successivi, a cavallo tra gli anni ’50 e ’60, nacque una nuova disciplina che aveva lo scopo di inserire nei calcolatori le carte geografiche sotto forma di coordinate spaziali per effettuare delle analisi: la cartografia automatica. Questo nuovo settore aveva però due limiti fondamentali: le equazioni delle carte erano note, ma era difficile risolverle perché mancavano dei software in grado di elaborarle. Inoltre era impossibile archiviare un numero sempre maggiore di dati.
Questi problemi vennero superati con la cartografia numerica. Un gruppo di informatici statunitensi infatti, nella seconda metà degli anni ‘60, realizzò il primo software capace di elaborare i dati geografici e cartografici, basato su un programma CAD (Computer Aided Design). Le novità in ambito tecnologico permisero inoltre di aumentare notevolmente anche la capacità di archiviazione delle coordinate. In questo modo vennero create le carte geografiche direttamente sul calcolatore. Con l‘introduzione dei database geografici per la correlazione geometrica tra gli oggetti, il passaggio da CAD a GIS fu inevitabile.
La cartografia tradizionale aveva lo scopo di localizzare gli elementi sul territorio e di definirne la forma, mentre la cartografia GIS permette di individuare la relazione tra i singoli elementi presenti sulle carte, in modo da poter interrogare direttamente il database e ottenere più velocemente le informazioni.

### Ultimi sviluppi
Con l’aiuto del telerilevamento e lo sviluppo del GPS è stato possibile studiare ampie aree della superficie terrestre con un dettaglio mai raggiunto in precedenza. In questo contesto, lo sviluppo dei GIS ha permesso l'integrazione e l'analisi di informazioni quali immagini satellitari, carte tradizionali e dati rilevati sul terreno in maniera automatica e simultanea. Grazie a questa recente evoluzione, la cartografia numerica ha ampliato i suoi orizzonti anche in altre discipline.

## Applicazioni della cartografia numerica

### Scopi principali

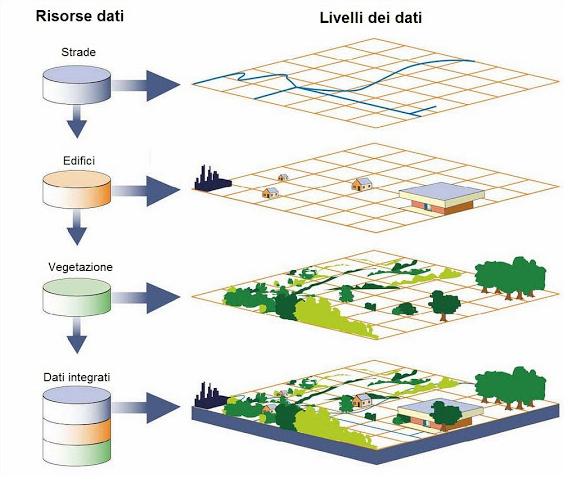
Gestione ed elaborazione immagini raster.

Gli scopi principali per cui viene realizzata e letta una carta sono i seguenti: 
- fornire una conoscenza del territorio basata sia sull'osservazione puntuale di ogni singolo oggetto sia come visione d'insieme.

- consentire di sviluppare processi logici di tipo deduttivo e induttivo in funzione di relazioni di concomitanza, vicinanza e frequenza.

- costituire il supporto di base, anche in senso fisico, per lavori di classificazione, pianificazione, progettazione e gestione del territorio.

La cartografia numerica, oltre alla creazione di carte, consente di:
- creare nuove elaborazioni di dati attraverso il meccanismo della sovrapposizione di livelli informativi per creare oggetti complessi partendo da diversi strati tematici.

- calcolare caratteristiche geometriche quali perimetri, superfici, volumi e, inoltre, costruire carte derivate, immagini tridimensionali e sezioni.

- visualizzare diverse carte contemporaneamente, tramite diversi programmi, tra i quali CAD e GIS, ottenendo riproduzioni di qualità eccezionali.

La disponibilità di dati numerici ha incentivato la produzione di nuovi strumenti automatici, in grado di elaborare i dati per fornire un supporto alle decisioni di intervento sul territorio (sia di tipo pianificatorio che di tipo tecnico e progettuale).

### Applicazioni più diffuse

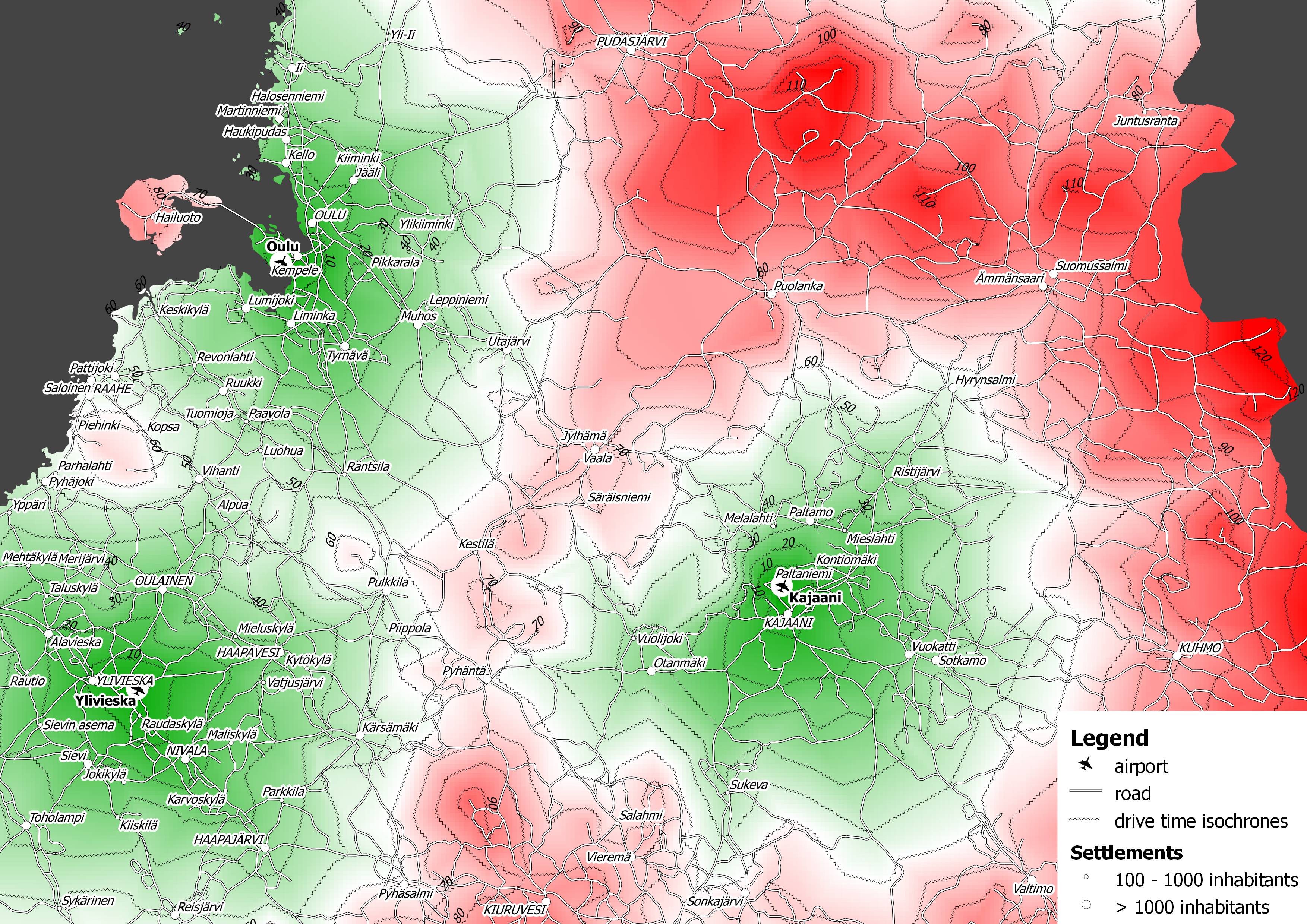
Isocrone del tempo di percorrimento intorno agli aeroporti del nord della Finlandia.

Le applicazioni più diffuse in assoluto sono quelle di gestione di reti tecnologiche, pianificazione e gestione urbanistica e del territorio. 
I tradizionali utenti che fanno uso della cartografia numerica sono l'Agenzia delle entrate, le Regioni, le Province, i Comuni, le aziende dei servizi pubblici, i Ministeri, le comunità montane, i consorzi, le università e gli istituti di ricerca.
- L'Agenzia delle entrate si occupa della gestione del catasto.

- Le Regioni adottano applicazioni per la gestione del territorio, difatti è tale l’importanza e la potenzialità della cartografia numerica al punto che molte di esse hanno allestito la propria CTR solo in forma numerica, abbandonando la produzione del tradizionale supporto cartaceo. Inoltre sono in atto sforzi per l'adozione di applicazioni GIS in relazione a pianificazione, gestione della rete dei trasporti e monitoraggio ambientale.

- Le Province, come le Regioni, adottano applicazioni di pianificazione e omogenizzazione degli strumenti urbanistici basate sulla cartografia numerica; nel medio periodo è in previsione l'adozione di soluzioni GIS per la pianificazione e la gestione del territorio, incluso il controllo delle realizzazioni ambientali e le reti tecnologiche connesse ai trasporti.

- I Comuni utilizzano principalmente applicazioni GIS per la pianificazione e la gestione urbanistica (PRGC) e delle reti tecnologiche.

- Le aziende di servizi pubblici, nazionali e locali, hanno per lo più realizzato applicazioni per interventi di progettazione, gestione e controllo di reti tecnologiche per l'erogazione di gas, elettricità, acqua e di monitoraggio ambientale.
- In generale, a seconda dell'ente che ricorre all'uso della cartografia numerica, si evidenzia una crescente richiesta di specifiche applicazioni GIS negli ambiti più disparati, come ad esempio: gestione di parchi, foreste, uso del suolo, catasto (edilizio e terreni), certificazioni, monitoraggio ambientale, ai quali si aggiungono applicazioni sulla viabilità, piani del traffico, simulazioni, telecontrollo, studi di impatto ambientale, analisi socio-economiche, reti di servizi di distribuzione, percorsi turistici, applicazioni multimediali.

I dati sono generalmente acquisiti con lo scopo di produrre delle carte, e dunque risultano organizzati in maniera adeguata alle esigenze delle elaborazioni finalizzate alle operazioni di vestizione grafica e di restituzione (eventualmente anche su periferiche di disegno molto sofisticate).